# Küçüm
Küçüm khan (in tartaro: Küçüm, Күчүм; in russo: Кучум, Kučum; in baraba Küçüm - pronunciato /kytsym/ - Күцүм; ... – 1605) è stato l'ultimo khan del Khanato di Sibir (1563 - 1598).
I tentativi di Küçüm di imporre la religione islamica ai suoi sudditi ed i suoi raid, furono ostacolati dallo zar russo tramite l'invio dei cosacchi. Küçüm è ricordato in particolare per la vigorosa resistenza contro gli invasori russi.

## Contesto
Kuchum era figlio del principe Mortaza della dinastia shaybanide (Şäyban). Nel 1554 lottò per il trono contro i suoi rivali Yadegar (Yädegär) e Bekbulat, entrambi vassalli della Russia. Nel 1563 Yadegar venne sconfitto e Küçüm conquistò il trono. Nel 1573 Kuchum condusse un raid contro Perm': per questo e per altri raid di minore importanza lo zar di Russia sostenne l'invasione cosacca della Siberia.

## La guerra con la Russia
Nel 1582 il khanato di Sibir venne attaccato dall'atamano cosacco Ermak, che nella battaglia di Čuvaš sconfisse le forze di Küçüm e conquistò la capitale Qashliq.
Küçüm si ritirò nella steppa ed in pochi anni radunò le sue forze. Il 6 agosto 1584, nel cuore della notte, attaccò ed uccise Ermak e gran parte del suo esercito, riprendendo il controllo della città di Qashliq, ormai in rovina.
Küçüm tentò di unire le fazioni rivali presenti nella nobiltà del khanato, ma incontrò resistenze. Dopo essere scampato ad un attentato da parte di Qarachi Sayet khan (Säyet), Küçüm, fu costretto a spostare la sua tribù nella steppa a sud del fiume Irtyš. Lì tentò di instaurare un nuovo khanato, iniziando una guerra con i governatori russi.
Nel 1586 fu di nuovo attaccato e respinto. Dopo varie schermaglie venne definitivamente sconfitto nell'agosto del 1598 nella battaglia di Urmin, presso il fiume Ob', dal governatore Andrej Voejkov. Küçüm, scappò nelle terre dell'Orda Nogai, ma Voyeykov catturò la sua famiglia, portandola in ostaggio a Mosca. Lo zar invitò Küçüm a raggiungere la sua famiglia a Mosca e ad "approfittare" dei suoi servizi. Ma Küçüm preferì trascorrere il resto della vita in esilio, piuttosto che diventare un servitore dello zar.
Si ritiene che Küçüm sia morto nel 1605 circa a Bukhara.
Küçüm è citato in molte canzoni e leggende tartare e russe; i suoi discendenti rimasero in Moscovia, assumendo il titolo di Sibirskij.